# Lilian Akopova

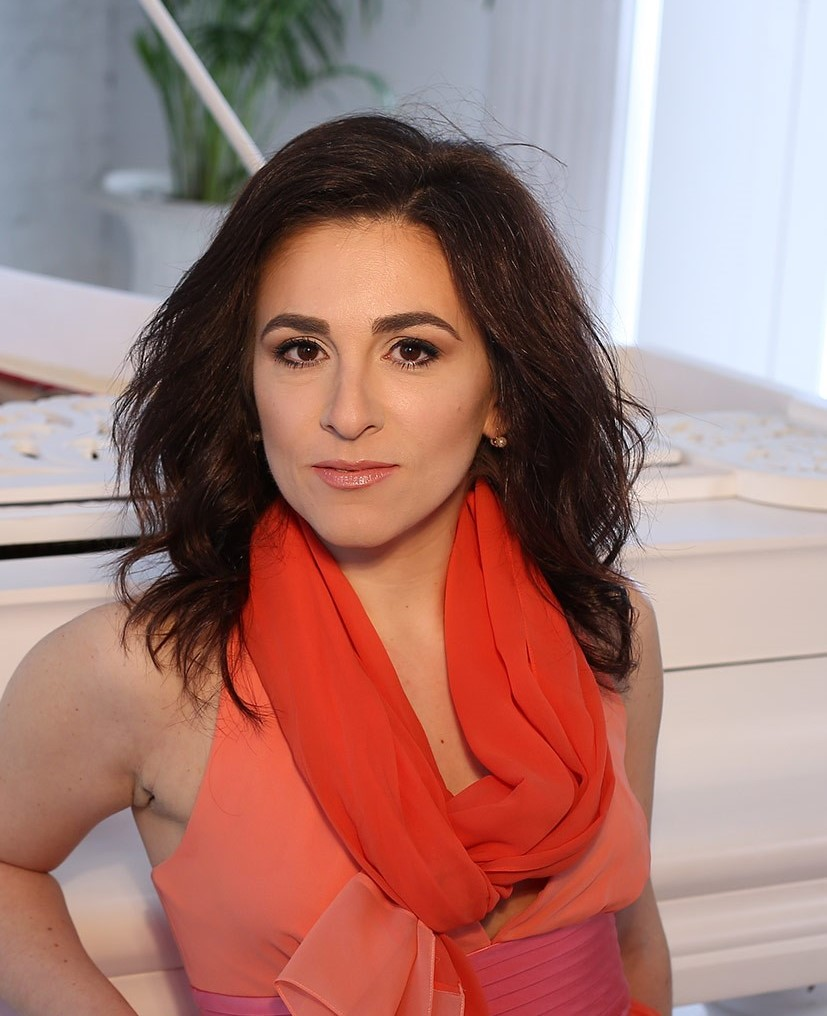
Lilian Akopova (2017)

Lilian Akopova (* 17. Juni 1983 in Jerewan, Armenische SSR, Sowjetunion) ist eine in München lebende deutsche Pianistin.

## Leben und Wirken
Lilian Akopova wuchs als Tochter einer Musikerin und eines Ingenieurs in Kiew auf; im Alter von fünf Jahren erhielt sie ihren ersten Klavierunterricht. Von 1989 bis 2001 besuchte sie in Kiew die Lisenko Spezialmusikschule für Hochbegabte und schloss ihr Studium dort bei Valery Kozlov im Jahr 2000 ab. Ab 2001 studierte sie an der Hochschule für Musik und Theater München mit Diplomabschluss 2005 und besuchte anschließend die Meisterklasse von Elisso Virsaladze mit Diplomabschluss 2007.  Außerdem nahm sie an Meisterkursen bei András Schiff und Paul Badura-Skoda teil. Sie war Stipendiatin internationaler Stiftungen, darunter Yehudi Menuhin Live Music Now, der Deutsche Akademische Austauschdienst sowie die Präsident-der-Ukraine-Stiftung und ist Preisträgerin nationaler und internationaler Wettbewerbe.
2005 debütierte sie im Großen Saal des Moskauer Konservatoriums und konzertiert seitdem in Europa, den USA und Südkorea. Sie spielte u. a. mit dem Münchener Kammerorchester, dem Moskauer Staatsorchester, dem ukrainischen Staatsorchester Kiew, der Philharmonie Charkiw, dem Kärntener Sinfonieorchester, dem Haydn-Orchester, dem Kammerorchester Bozen, dem Staatlichen Radio-Orchester Madrid unter Leitung von Dirigenten wie Enrique García Asensio, Arthur Fagen und Volker Schmidt-Gertenbach. Zudem gastierte sie bei internationalen Festivals, z. B. beim Kissinger Sommer, bei der Mozartiade in Augsburg, beim Festival Classic Young Stars im Konzerthaus Berlin, beim Internationalen Oleg Kagan Musikfestival in Wildbad Kreuth, beim Festival de Musique de Menton, beim International Chamber Music Festival in Stavanger und beim Festival Internazionale di Pianoforte Città Di Rimini in Italien.
Ihre Konzerte und Radioproduktionen wurden unter anderem vom Bayerischen Rundfunk, Deutschlandfunk Kultur und RAI gesendet.
Zu ihren Kammermusikpartnern zählen u. a. Lena Neudauer, Zheng Wenxiao, Roman Patkoló,  der Violinist David Schultheiss, der Geiger Mikhail Ovrutsky. Das Duo Lilian Akopova und Henri Bonamy für Klavier zu vier Händen sowie für zwei Klaviere wurde 2010 von Akopova und ihrem Mann Henri Bonamy gegründet und gab im selben Jahr sein Debüt bei den Tutzinger Brahmstagen. 2018 gründete sie zusammen mit dem Cellisten Julius Berger und dem Geiger Nicolas Koeckert das Aventin Trio, seit 2022 tritt sie mit dem Pianisten Martin Stadtfeld als Klavierduo „Martin Stadtfeld & Lilian Akopova“ auf.
Zudem leitete sie gemeinsam mit ihrem Mann Konzertveranstaltungen, zum Beispiel 2011 das Kammermusikfestival in München und über mehrere Jahre die Klassik und Jazztage in Hinterzarten. Außerdem trat sie in literarisch-musikalischen Programmen gemeinsam mit Schauspielern wie Wolf Euba, Brigitte Karner und Peter Simonischek auf.

### Lehrtätigkeit
Akopova ist seit 2007 Lehrbeauftragte für Klavierbegleitung und Korrepetition an der Musikhochschule München. 2019 wurde sie als Dozentin für das Hauptfach Klavier und für Kammermusik an der Kalaidos Fachhochschule in Zürich akkreditiert. Zudem unterrichtet sie im Rahmen von Meisterkursen im In- und Ausland.

## Preise (Auswahl)
- 1996: 1. Preis International Volodymyr Krainev Competition for Young Pianists, Charkiw
- 1999: Finalisten-Diplom beim Internationalen V. Horowitz Klavierwettbewerb, Kiew[1]
- 2000: 2. Preis Concorso Pianistico Internazionale Ferruccio Busoni[1]
- 2002: 2. Preis Internationaler Klavierwettbewerb Premio Jaén, Jaén[1]
- 2005: 1. Preis Rome International Piano Competition, Rom[1]
- 2005: Sonderpreis "Roma" International Piano Competition, Rom, "Preis Chopin"
- 2005: 1. Preis International Piano Competition „Premio Sulmona“, Sulmona[9] Italien
- 2007: 3. Preis Internationaler Klavierwettbewerb Ferruccio Busoni[1]
- 2008: 1. Preis „International Piano Competition“, Ciutat di Carlet[1], Valencia
- 2010: Sonderpreis 'Chopin Nocturne' - Vianna da Motta International Music Competition, Lissabon[9]
- 2010: 1, Preis Goldmedaille Vianna da Motta International Music Competition, Lissabon[1]

## Diskografie (Auswahl)
- Lilian Akopova Recording live at the twelfth Van Cliburn International Piano Competition (2005)
- French Sonatas for Clarinett & Piano. Mit Sofia Molchanova, Klarinette. Werke von Poulenc, Debussy, Milhaud, Saint-Saëns, Rosenblatt (Handm Records; 2010)
- Piano Works by Schumann, Mendelssohn Bartholdy and Liszt (Genuin; 2010)
- Rachmaninov Songs. Mit Maria Danishvar, Sopran (2017)
- Romanian Flute Music. Mit Krzysztof Kaczka, Flöte (Hänssler; 2020)
- Jazzissimo. Matthias Well & Lilian Akopova. Mit Matthias Well, Violine. Werke von u. a. Rosenblatt, Piazzolla, Ravel, Gershwin (Genuin; 2021)